# Lignerolles (Eure)
Lignerolles ist eine französische Gemeinde mit 356 Einwohnern (Stand: 1. Januar 2022) im Département Eure in der Region Normandie. Sie gehört zum Arrondissement Évreux und zum Kanton Saint-André-de-l’Eure. Die Einwohner werden Lignerollais und Lignerollaises genannt.

## Geografie
Lignerolles liegt etwa 25 Kilometer südsüdöstlich von Évreux. Umgeben wird Lignerolles von den Nachbargemeinden Champigny-la-Futelaye im Norden und Nordosten, Saint-Laurent-des-Bois im Osten, Marcilly-sur-Eure im Osten und Südosten, Illiers-l’Évêque im Süden sowie Coudres im Westen und Nordwesten.

## Einwohner
| Jahr      | 1962 | 1968 | 1975 | 1982 | 1990 | 1999 | 2006 | 2013 | 2020 |
| --------- | ---- | ---- | ---- | ---- | ---- | ---- | ---- | ---- | ---- |
| Einwohner | 182  | 195  | 174  | 184  | 228  | 255  | 279  | 293  | 342  |

## Sehenswürdigkeiten
- Burgruine Beaufort